# La sonate à Kreutzer
La sonate à Kreutzer è un mediometraggio del 1956 scritto e diretto da Éric Rohmer ispirato al romanzo di Lev Tolstoj Sonata a Kreutzer.

## Trama
Sonata a Kreutzer" parla di Pozdnyshev, un uomo che, durante un viaggio in treno, racconta a uno sconosciuto un segreto. Ricorda di aver presentato alla moglie un bravo musicista e seduttore, dando così inizio a una situazione che si rivelerà molto drammatica.
Con il passare del tempo, la gelosia di Pozdnyshev cresce. Una sera, mentre suonano insieme la Sonata a Kreutzer di Beethoven, mette da parte ogni dubbio. Spinto dalla gelosia, uccide la moglie per un tradimento che in realtà non è mai avvenuto, senza rendersi conto del grave malinteso che lo ha portato a un gesto così estremo.

## Produzione
In una sequenza girata negli uffici dei Cahiers du Cinéma appaiono André Bazin, Claude Chabrol, Charles Bitsch e François Truffaut. Il sassofonista Marc Laferrière appare in un'altra scena.